# Kevin McCarthy (director)
Kevin McCarthy es un director de varios programas de televisión emitidos en Estados Unidos, incluyendo el programa de concursos Jeopardy!
McCarthy ha sido nominado 21 veces para Jeopardy! en la categoría de Mejor Programa de Concurso/Participación de Audiencia, y ganó el premio en 8 ocasiones.